# Red Dress
「Red Dress」(レッド・ドレス)とは、イギリスのガールズ・グループ、シュガーベイブスの4枚目のスタジオ・アルバム『Taller in More Ways』（2005年）に収録した曲である。グループのメンバーは、女性が注目されるために自分の体をさらけ出さなければならないという認識に基づいて、プロデューサーである英国のソングライティングおよびプロダクションチームであるゼノマニアと共同でこの曲を作曲した。「Red Dress」は2006年3月6日にアルバムの3枚目のシングルとしてイギリスでリリースされ、2005年12月にムティア・ブエナが去った後、アメル・ベラバがボーカルをフィーチャーした最初の曲である。シュガーベイブスは、シングルのB面としてアークティック・モンキーズの曲「I Bet You Look Good on the Dancefloor」のカバーした。
この曲は、トニー・クラークによるノーザン・ソウル・レコーディング「Landslide」のサンプルを含むアップテンポ・ポップ・レコードである。批評家から肯定的な評価を受け、その構成と特にゼノマニアの貢献を賞賛した。「Red Dress」は、英国シングルチャートで4位、オランダのオランダトップ40チャートで7位、アイルランド、ニュージーランド、ノルウェーのシングルチャートでトップ20にランクインした。この曲のミュージックビデオは、2006年1月にティム・ロイズによって監督され、グループのメンバーが赤いドレスを着ている。シュガーベイブスは、Taller in More Ways、Overloaded: The Singles Collection and Changeツアー、リバプールサマーポップスとオクセゲンフェスティバルの音楽祭のセットリストの一部としてシングルを演奏した。
シングルリリースのために、この曲はベラバのボーカルをフィーチャーするために再録音された。「シングルバージョン」には、ブキャナンとレンジからの再録音されたボーカルも含まれている。

## 背景と構成
「Red Dress」は、ブライアン・ヒギンズ、ミランダ・クーパー、ティム・パウエル、ニック・コーラー、ショーン・リー、リサ・カウリング、ボブ・ブラッドリーとのコラボレーションで、グループの4枚目のスタジオ・アルバム「Taller in More Ways」（2005年）のために、シュガーベイブスによって書かれた。 レンジによると、この曲は、女性が注目されるために自分の体をさらけ出さなければならないという認識に触発された。 アルバム「Ace Reject」もプロデュースしたヒギンズとゼノマニアによってプロデュースされた。 「Red Dress」は、リチャード・エッジラーの協力を得てジェレミー・ウィートリーとパウエルによってミックスされ、パウエルとヒギンズによってプログラムされた。 トラックに付属するキーボードは、パウエル、ヒギンズ、ティム・ラーコム、ジョン・シェイブによって提供された。ベースはブラッドリーが提供し、ギターはコーラーとリーが提供した。「Red Dress」は、クリス・ポールターとゾーイ・スミスの協力を得て、ロンドンのエデン・スタジオでダリオ・デンディによって録音された。

「レッドドレス」は、ファンクの要素を持つアップテンポのポップソングである。 その楽器はキーボード、ベース、ギターで構成されている。 この曲のメインリフは、トニー・クラークのノーザン・ソウル・レコーディング「Landslide」からサンプリングされている。「Red Dress」には2つのコーラスがあり、アメリカのポップバンド、ブロンディの「Rapture」を彷彿とさせる詩がある。 BBCのタリア・クレインズは、この曲には「足を叩く」雰囲気があると指摘した。 「Red Dress」はガールパワーをテーマにしており、女性が男性に対する権力を得るために自分のセクシュアリティを利用することを歌詞的に奨励している。歌の冒頭と最初のコーラスで、シュガーベイブスは「Cause I'm cooler than the red dress」というセリフを繰り返し歌う。 オールミュージックのロス・ホフマンは、「Red Dress」は、イギリスのガールズ・グループ、ガールズ・アラウドの「陽気な」プロダクションを彷彿とさせると述べた。

## 発売
2005年12月21日、ブエナがシュガーベイブスを去ったことが発表された。 ある日、アメル・ベラバが彼女の後任であることが明らかになった。 ラインナップ変更の結果、Taller in More Waysが再リリースされ、「Red Dress」、「Gotta Be You」、「Follow Me Home」を含む3曲でベラバのボーカルをフィーチャーした。 「レッドドレス」はその後、アルバムの3枚目のシングルに選ばれた。 ブエナは後に、その曲のオリジナルバージョンを録音した後、彼女が「絶対に嫌い」であることを明らかにした。ベラバとの新しいバージョンを聞いて、彼女は「彼らがそれをやったことをとても喜んでいる」ようになった。 この曲は2006年3月6日にアイランドレコードからCDシングルとデジタルダウンロードとしてリリースされた。Sugababesのベストアルバム「Overloaded: The Singles Collection」（2006年） 、2006年の映画「It's a Boy Girl Thing(英語版)」のサウンドトラックに収録されている。 2006年1月、シュガーベイブスは「Red Dress」のB面がアークティック・モンキーズのデビューシングル「I Bet You Look Good on the Dancefloor」のカバーバージョンになることを確認した。これは、グループの2005年のシングル「Push the Button」に取って代わり、UKシングルチャートで1位になった。 B面の録音について、シュガーベイブスは次のように述べている。「上司がB面のカバーを考えるように頼んだとき、私たちはどの曲をやりたいか知っていた。」 オブザーバーのベン・トンプソンは、ベラバの「ブルース・ラスプ」を目新しさとして賞賛し、タイム・アウトのジミー・ドレイパーは次のように書いている。

## レセプション

### 批判的な対応
「Red Dress」は音楽評論家から好意的な評価を受けた。This Is Fake DIYのスチュアート・マケイは、この曲を「トップ・オブ・レンジ・ザ・ポップ」と表現し、ゼノマニアが「ガールズ・アラウドのために最高の曲をすべて保持していない」という例と見なした。 オブザーバーのピーター・ロビンソンは、この曲を「ゼノマニアからのドキドキする力作」と呼び、「ポップソングライティングの慣習と活発にいかう」と指摘した。 ヴァージン・メディアのジャーナリストは、「Red Dress」を「アモルファス・トリオとそのプロデューサーによる魅力的なファンキーな努力」と見なした。 オールミュージックの評論家K.ロス・ホフマンはトニー・クラークの「Landslide」からサンプリングされたベースラインを賞賛し、デジタル・スパイのフィオナ・エドワーズは曲のベース、ビート、コーラスを称賛した。スタイラスマガジンのニック・サウソールは、この曲を「マキシマリストのストンプ」を持つ「アップテンポのフロアフィラー」と表現した。 デイリー・テレグラフ紙に寄稿したジョー・マッグスは、「Red Dress」をダンスフロアのヒット曲として賞賛した。同様に、デジタル・スパイの批評家であるニック・レヴァインとデビッド・ボールズは、このグループで最もダンス可能なシングルの1つと見なした。スコッツマンのジャーナリストは、このトラックを「機械的にグルーヴィー」と特徴づけ、バーミンガム・メールの評論家は「態度に浸った詩とキラーコーラスを備えた踏み鳴るアンセム」と表現した。 ガーディアンのアレクシス・ペトリディスは、「Red Dress」を「素晴らしく、完璧に書かれたポップソング」と表現した。しかし、同じ出版物のアンドリュー・ミューラーは、グループの2004年のシングル「In the Middle」の「怠惰で、かなり明白すぎるリトレッド」と呼んだ。

### チャートパフォーマンス
「Red Dress」は2006年3月18日付けのUKシングルチャートで4位にランクインし、18,210枚を売り上げた。 その週の最高ランクのデビューだった。 その後、Taller in More Waysは、英国でトップ5のヒット曲を3つ生み出した最初のアルバムになりました。「Red Dress」はチャートに10週間滞在し、国内で10万枚を売り上げ、英国でグループの14番目に売れたシングルにランクインした。 この曲はデビューし、アイルランドのシングルチャートで12位を記録した。「Red Dress」はオランダのトップ40チャートで9位で登場し、翌週には2週連続で7位でピークに達した。 2006年のチャートで66番目にベストパフォーマンスのシングルだった。このシングルは、デンマークとノルウェーのチャートでトップ20に入り、ベルギー（フランダース）、ドイツ、ハンガリー、スイスのチャートでトップ40に入った。オーストリアのシングルチャートで41位、チェコのシングルチャートで61位を記録した。この曲はヨーロッパ全土でのパフォーマンスにより、ヨーロッパのホット100シングルチャートにランクインし、14位でピークを迎えた。「Red Dress」はデビューし、オーストラリア・シングル・チャートで22位を記録し、12週間にわたってチャートインした。このシングルはニュージーランド・シングル・チャートで16位を記録し、同国で3年連続でトップ20位を獲得した。コベントリー・イブニング・テレグラフのライターは、ラインナップの変更が曲の商業パフォーマンスに影響を与えなかったと指摘した。

## 昇進

### ミュージックビデオ
「Red Dress」に付随するミュージックビデオは、ティム・ロイズが監督し、2006年1月に撮影された。 ベラバは、グループの公式ウェブサイトに掲載されたインタビューで、ミュージックビデオの詳細を明らかにした。「今週、ティム・ロイス監督と一緒にビデオを撮影する。たくさんの衣装が変わるので、本当に楽しみにしている。それはたくさんのクレイジーな衣装でキャットウォークショーのテーマを持つでしょう - 非常に大きりで贅沢だ- 私たちは待ちきれない！」ロイズは同年、シュガーベイブスのシングル「Easy」のミュージックビデオを監督した。 シュガーベイブスは、プリティ・ポリーとの支持の一環として、ビデオのシーンで承認された靴下を着用した。
ビデオは、ベラバ、ブキャナン、レンジのクローズアップショットから始まる。3人全員が赤いドレスを着ていますが、ベラバも黒いマスクをかぶっている。ブキャナンは2つの大きな青い羽を床に落とし、ストラットを始める。ベラバは後にマスクを外し、赤い椅子に横たわっているところを見せている。次のシーンでは、3人のメンバー全員が靴下を履いたふわふわの白いソファに座っている。レンジ、ブキャナン、ベラバはそれぞれ青、ピンク、白のトップスを着ている。トリオは、キャットウォークのように直線的な動きで一緒に歩き始める。レンジはバブルチェアで示され、その後赤い床で、ディスコボールに足を乗せている。ビデオ全体を通して、シュガーベイブスは曲のテーマに対応して、赤いドレスでストートを続けます。ビデオは、レンジ、ブキャナン、ベラバが腰に手を当ててポーズをとるところで終わる。「Red Dress」のミュージックビデオは、シュガーベイブスが2006年のミュージックビジョン賞にノミネートされた。 このビデオは、英国のテレビ放送チャートで3週間にわたって2位を記録した。

### ライブパフォーマンス
2006年2月、イタリアのトリノで、シュガーベイブスは冬季オリンピックのTop of the Popsで「Red Dress」を演奏した。 この曲のリリースを宣伝するために、彼らは2006年3月6日にロンドンのオックスフォードストリートにあるHMVストアで演奏した。このシングルは、2006年のグループのTaller in More Waysツアーのセットリストに登場し、「Push the Button」と併せてショーのアンコールとして機能した。 クロニクル・ライブのクレイグ・ホープによると、この曲は「マニアックな拍手の海の中で流れた」という。 「Red Dress」は、Overloaded: The Singles Collectionをサポートする2007年のツアーのセットリストで紹介された。 2007年7月、リバプール・サマー・ポップス音楽イベントの一環として、アインツリー・パビリオンでシングルを演奏した。 それはギグのオープニングソングであり、トリオは5人組のバンドに支えられた。 このシングルは、2007年9月14日に、小規模な音楽イベントのためのライブクラブであるindig02でのギグで演奏された。 デジタル・スパイのニック・レヴィンは、このパフォーマンスを「夜の脈動するハイライトの1つ」と表現した。
フランキー・ゴーズ・トゥ・ハリウッドの1984年のシングル「Two Tribes」とのマッシュアップである「Red Dress」のロックアメリカ・リミックスは、2008年のスガベイブズ・チェンジ・ツアーとその後のライブ・パフォーマンスのセットリストに含まれた。 曲のタイトルに合わせて、トリオはパフォーマンスのために赤いセロハンのドレスを着ていた。 ベラバは、この衣装をツアー中に着るお気に入りの1つに挙げた。 「レッドドレス」は、2008年の酸素フェスティバルで、グループの以前のシングルの多数を含むセットリストの一部として演奏された。2009年6月、バンドはキャノック・チェイス・フォレストで75分間のショーの一部として「Red Dress」を演奏し、ケント州カンタベリーでセットリストの13番目の曲として演奏した。 2009年7月10日にイングランドのダラム州にあるリバーサイド・グラウンドでグループが演奏した多くの曲の1つである。 レンジ、ベラバ、ジェイド・イーウェンからなるシュガーベイブスの4番目のラインナップは、2010年11月にアブダビのヤスホテルでセットリストの一部としてシングルを演奏した。 トリオは2011年9月にロンドンのナイトクラブG-A-Yでのギグでこの曲を演奏し、コーディネートされたパステル調のラバーの衣装を着ていた。
この曲は2022年のシュガーベイブスUKツアーで演奏されたが、ケイシャとムティヤの両方がこの曲を歌うのが嫌いだと言ったため、シュガーベイブスファンを驚かせた。

## 形式とトラックリスト
| - CDシングル1・デジタルシングル' 1. "Red Dress" (radio edit) – 3:37 2. "I Bet You Look Good on the Dancefloor" – 2:47 - CDシングル2 1. "Red Dress" – 3:38 2. "Red Dress" (Cagebaby remix) – 5:08 3. "Red Dress" (Dennis Christopher vocal mix) – 7:16 4. "Red Dress" (video) | - Extended mix 1. "Red Dress" (extended mix) – 4:15 - Radio Vergion 1. "Red Dress" (radio version) – 3:37 - Extended play 1. "Red Dress" (radio edit) – 3:37 2. "Red Dress" (Cagedbaby remix) – 5:08 3. "Red Dress" (Dennis Christopher vocal mix) – 7:16 |

## クレジットと人員
録音
- Recorded by Dario Dendi at Eden Studios, London
  - クリス・ポールターとゾーイ・スミスのアシスト

職員
- 作詞 – ケイシャ・ブキャナン、ムティア・ブエナ、ハイディ・レンジ、ブライアン・ヒギンズ、ミランダ・クーパー、ティム・パウエル、ニック・コーラー、ショーン・リー、リサ・カウリング、ボブ・ブラッドリー
- 制作 – ブライアン・ヒギンズ、ゼノマニア
- ミキシング – ジェレミー・ウィートリー、ティム・パウエル
  - ミキシング（アシスタント） – リチャード・エッジラー
- キーボード – ティム・パウエル、ブライアン・ヒギンズ、「ロルフ」ラーコム、ジョン・シェイブ
- プログラミング – ティム・パウエル、ブライアン・ヒギンズ
- ベース - ボブ・ブラッドリー
- ギター - ニック・コーラー、ショーン・リー

## チャート
| チャート(2006年)                         | 最高順位 |
| ---------------------------------------- | -------- |
| オーストラリア (ARIA)                    | 22       |
| オーストリア (Ö3 Austria Top 40)         | 41       |
| ベルギー (Ultratop 50 Flanders)          | 35       |
| チェコ (Rádio Top 100)                   | 61       |
| Denmark Airplay (Tracklisten)            | 14       |
| ヨーロッパホット100(Billboard)           | 14       |
| ドイツ (GfK Entertainment charts)        | 27       |
| ハンガリー (Dance Top 40)                | 22       |
| アイルランド (IRMA)                      | 12       |
| オランダ (Dutch Top 40)                  | 7        |
| オランダ (Single Top 100)                | 10       |
| ニュージーランド (Recorded Music NZ)     | 16       |
| ノルウェー (VG-lista)                    | 17       |
| ルーマニア (Romanian Top 100)            | 51       |
| スコットランド (Official Charts Company) | 2        |
| スイス (Schweizer Hitparade)             | 31       |
| UK シングルス (OCC)                      | 4        |

| チャート(2006年)        | 順位 |
| ----------------------- | ---- |
| オランダ (Dutch Top 40) | 66   |
| イギリス単体(OCC)       | 102  |